# تولوفازپام
تولوفازپام (انگلیسی: Tolufazepam) یک ماده از خانواده بنزودیازپین با فعالیت ضد تشنج و ضد اضطراب در جانوران است.